# Abhorn

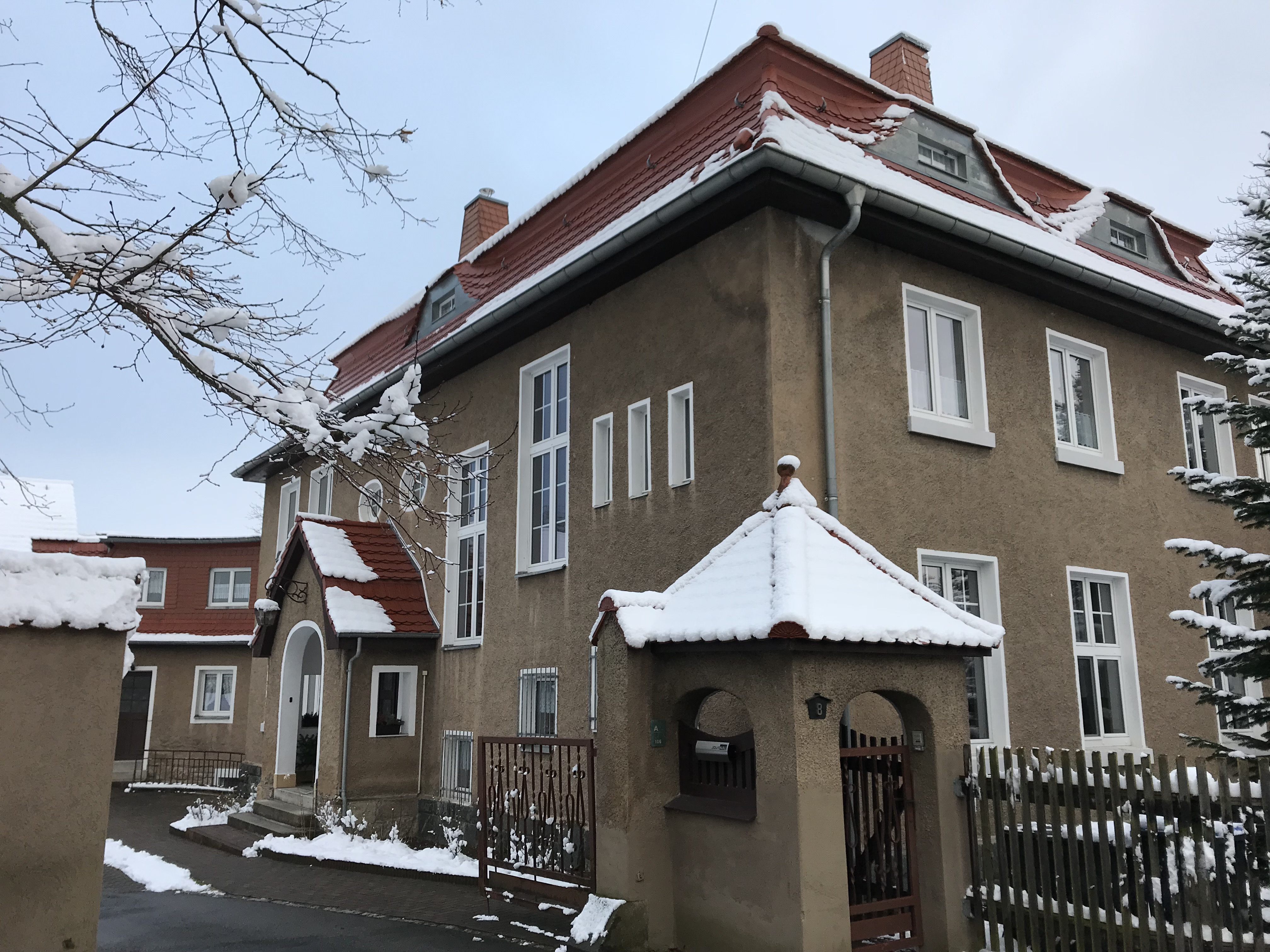
Rittergut Grün, neues Herrenhaus in Abhorn

Abhorn (vogtländisch Ohorn) ist ein Ortsteil der sächsischen Stadt Lengenfeld im Vogtlandkreis. Die früher selbstständige Landgemeinde wurde am 1. Januar 1979 nach Plohn eingemeindet und kam mit dieser Gemeinde am 1. Juli 1993 zu Lengenfeld. Seitdem bilden Plohn und Abhorn den Ortsteil Plohn/Abhorn der Stadt Lengenfeld, der etwa 350 Einwohner zählt.

## Geografische Lage
Abhorn liegt südöstlich der Stadt Lengenfeld im Tal des Plohnbachs, einem Zufluss der Göltzsch. Der Ort befindet sich im Osten des Naturraumes Vogtland sowie im sächsischen Teil des historischen Vogtlands. Nördlich des Orts befindet sich der Freizeitpark Plohn.
Der Ort grenzt an zwei weitere Ortsteile der Stadt Lengenfeld (Grün; Plohn) und an das Stadtgebiet von Rodewisch (Ortslagen Niederauerbach und Zeidelweide) samt einem Ortsteil von Rodewisch (Röthenbach).
|      | Plohn                                       |            |
| Grün | Kompassrose, die auf Nachbargemeinden zeigt | Röthenbach |
|      | Zeidelweide und Niederauerbach              |            |

## Geschichte

### Verwaltungsgeschichte
Die Ersterwähnung von Abhorn erfolgte im Jahr 1140 als Ohorn. Im Jahre 1435 (und wieder 1595) wird der Ort als Abhorn bezeichnet. Kirchlich ist Abhorn seit jeher nach Plohn gepfarrt. Die Grundherrschaft über den Ort lag bis ins 19. Jahrhundert anteilig beim oberen und unteren Rittergut Plohn. Weitere Namensformen waren: Ahorn (1456), Aeren (1460), Ohornn (1542) und Obhornn (1557). 1578 wurde Abhorn zu Plohn eingepfarrt. 1930 bis 2001 war der Ort Bestandteil der Kirchgemeinde Plohn.
Abhorn gehörte bis 1856 zum kursächsischen bzw. späteren königlich-sächsischen Amt Plauen, dem der Ort bis 1856 unterstand. 1856 wurde Abhorn dem Gerichtsamt Lengenfeld und 1875 der Amtshauptmannschaft Auerbach angegliedert. Durch die zweite Kreisreform in der DDR kam Abhorn wie sein Nachbarort Plohn im Jahr 1952 zum Kreis Auerbach im Bezirk Chemnitz (1953 in Bezirk Karl-Marx-Stadt umbenannt), der ab 1990 als sächsischer Landkreis Auerbach fortgeführt wurde.
Am 1. Januar 1979 wurde Abhorn nach Plohn eingemeindet. Durch die Eingemeindung der Gemeinde Plohn mit ihrem Ortsteil Abhorn in die Stadt Lengenfeld wechselten beide Orte am 1. Juli 1993 in den Landkreis Reichenbach im Vogtland, der 1996 im Vogtlandkreis aufging.

### Bevölkerungszahlen
1557 und 1583 lebten in Abhorn 6 besessene Mann und 1 Häusler. 1765 waren es bereits 10 besessene Mann, 2 Häusler sowie 1 Gärtner und 2 Hufen je 30 Scheffel.
| Jahr      | 1834 | 1871 | 1890 | 1910 | 1925 | 1939 | 1946 | 1950 | 1964 | 2008 | 2019 |
| Einwohner | 98   | 91   | 87   | 90   | 101  | 89   | 123  | 129  | 100  | 107  | 106  |

1910 war Abhorn die Gemeinde in der Amtshauptmannschaft Auerbach, die von den 69 Gemeinden die wenigsten Einwohner hatte. 1925 bekannten sich 8 Einwohner zum römisch-katholischen Glaube, 88 waren evangelisch-lutherischen Glaubens.

## Verkehr
Durch den südwestlichen Teil der Gemarkung Abhorn verläuft die Bundesstraße 94, die von Abhorn aus aber nicht auf eigener Gemarkung erreichbar ist. Ein nur wenige Meter breiter Streifen der Gemarkung Grün trennt Abhorn an dieser Stelle von der Rodewischer Ortslage Elisabethhütte.
Abhorn ist mit der BürgerBus-Linie 62 an den vertakteten ÖPNV des Verkehrsverbunds Vogtland angebunden.